# Corinne Imbert
Pour les articles homonymes, voir Imbert.
Corinne Imbert, née le 20 novembre 1958 à Versailles, est une femme politique française. Apparentée au groupe Les Républicains, elle est sénatrice de la Charente-Maritime depuis 2014.

## Biographie
Corinne Imbert, originaire de la région parisienne, s'installe à Beauvais-sur-Matha en 1981. Après avoir commencé ses études de pharmacie à Châtenay-Malabry, elle les a poursuivies à la faculté de Limoges pour être diplômée docteur en pharmacie en 1984. Elle a deux enfants nés en 1983 et 1985. Son frère, Bruno Belin, qui est conseiller départemental du canton de Loudun et sénateur apparenté LR, est également pharmacien.
Elle devient maire de Beauvais-sur-Matha en 2006 après avoir été conseillère municipale en 1995 et 1re adjointe en 2001. En 2008, elle est élue conseillère générale du canton de Matha. Dominique Bussereau, président du conseil départemental de la Charente-Maritime, lui confie alors la vice-présidence de l'action sociale.
En 2010, elle participe aux élections régionales sur la liste menée par Dominique Bussereau.
En 2011, elle est chevalier de l'Ordre national de la Légion d'honneur.
En 2014, elle est réélue maire de Beauvais-sur-Matha.
À l'issue du scrutin du 28 septembre 2014, elle devient la première femme sénatrice de la Charente-Maritime. Corinne Imbert est rattachée au groupe UMP du Sénat où elle siège à la Commission des Affaires sociales.
En mars 2015, elle est élue conseillère départementale du canton de Matha en tandem avec Jean-Marie Roustit. Ils ont pour suppléants Stéphane Chedouteaud et Marie-Pascale Soulard. Elle devient 1re vice-présidente du département de la Charente-Maritime.
Elle soutient Bruno Le Maire pour la Primaire présidentielle des Républicains de 2016. En septembre 2016, elle est nommée avec plusieurs autres personnalités politiques conseillère politique de la campagne.
Le 3 mars 2017, dans le cadre de l'affaire Fillon, elle choisit de ne plus soutenir le candidat LR François Fillon à l'élection présidentielle.
En septembre 2017, elle démissionne de ses mandats de Maire de Beauvais-sur-Matha et de 1re  Vice-présidente du département de la Charente-Maritime afin de se mettre en conformité avec la loi sur le non-cumul des mandats. Toutefois, elle reste conseillère départementale de la Charente-Maritime et conseillère municipale de Beauvais-sur-Matha.
En décembre 2017, elle est nommée au Comité consultatif national d'éthique par le président du Sénat, Gérard Larcher. 
Dans le cadre du projet de loi bioéthique, elle propose au Sénat en janvier 2020 un amendement destiné à élargir « à titre expérimental », le diagnostic préimplantatoire (DPI) « pour la recherche d’anomalies chromosomiques non compatibles avec le développement embryonnaire ».
En octobre 2020, elle devient Secrétaire du Bureau du Sénat.

## Distinctions
- Chevalière de la Légion d'honneur (2011)

## Au Sénat
- Depuis 2020 : Secrétaire du Bureau du Sénat
- Depuis 2020 : Rapporteur de la branche Maladie du Projet de loi de Financement de la Sécurité sociale
- Depuis 2020 : Vice-présidente du groupe d'études Économie Circulaire
- Depuis 2019 : Rapporteur du Projet de loi Bioéthique
- 2017 - 2020 : Secrétaire de la Commission des affaires sociales
- Avril 2018 - mai 2018 : Présidente de la Mission d'information sur le développement de l'herboristerie, des plantes médicinales, des filières et métiers d'avenir

## Synthèse des mandats
- Depuis 2014 : Sénatrice de la Charente-Maritime
- Depuis 2008 : Conseillère générale puis départementale, élue du canton de Matha
- Depuis 1995 : Membre du conseil municipal de Beauvais-sur-Matha
- 2015 - 2017 : Première vice-présidente du conseil départemental de la Charente-Maritime
- 2006 - 2017 : Maire de Beauvais-sur-Matha
- 2001 - 2006 : 1re adjointe au maire de Beauvais-sur-Matha